# Louis Flion
Louis Flion (Brugge, 10 maart 1998) is een Vlaamse zanger. Hij heeft zich toegespitst op Nederlandstalige feest- en amusementsmuziek met EDM-invloeden die voorzien zijn van ludieke songteksten. Hij is vooral bekend van de hits Langzaufen, Bitterballen Enne Meter Bier en Turbulentie (Omhoog Omlaag).

## Scholing
Flion doorliep zijn humaniora aan het Sint-Franciscus-Xaveriusinstituut in Brugge. Gelijktijdig volgde hij na de schooluren muziek- en zanglessen aan het Jeugdmuziekatelier in Zedelgem en aan de Metronoom in Brugge. Flion leerde er onder meer blokfluit, gitaar en accordeon te spelen en kreeg via deze weg zijn eerste podiumkansen als zanger. Na het behalen van zijn humaniora-diploma in 2016, vatte hij zijn studies Eventmanagement Music & Entertainment aan bij hogeschool VIVES. In 2019 behaalde hij hiervan zijn bachelordiploma van waaruit hij later dat jaar zijn professionele muzikale carrière opstartte.

## Muzikale carrière
In 2015 gaf Flion zijn eerste single uit en tekende een platencontract bij CNR Records, maar zijn carrière als zanger en componist van feestmuziek kwam pas in 2019 daadwerkelijk van de grond toen muziekproducent Patrick Hamilton in beeld kwam. Sinds 2019 brengt Flion Nederlandstalige ambiancenummers uit die voorzien zijn van een stevige beat. Als gimmick draagt hij tijdens zijn optredens een korte broek en lange kousen waar zijn eigen gezicht op staat afgebeeld. Bovendien gebruikt hij regelmatig de slagzin 'Koekoek vrienden!' wat hem ertoe aanzette om ook steeds een gouden ketting met het opschrift 'Koekoek' te dragen.
Verscheidene singles van Flion haalden reeds de nationale hitlijsten van Ultratop België. Na zijn eerste hitnotering werd Louis Flion in zijn thuisgemeente Zedelgem als verdienstelijke inwoner gehuldigd door burgemeester Annick Vermeulen en het schepencollege.
Begin 2020 gaf Louis Flion samen met Bart Kaëll en Sam Gooris drie shows op het après-skifestival Snowbreak in Andorra. Later dat jaar richtte hij het platenlabel Helemaal Koekoek op waar hij sindsdien alle Flion-songs op uitbrengt. Het platenlabel groeide in 2023 uit tot een entertainmentbedrijf dat naast muziekuitgeverij ook opereert als artiestenbureau en productiehuis.
In 2021 bracht hij samen met Koen Crucke het feestlied Helemaal Koekoek uit, in 2022 volgde Schotse Kilt en in 2023 lanceerde hij Turbulentie (Omhoog Omlaag).
In samenwerking met Studio 100 maakte Flion in 2023 een feestversie van de hit We Kunnen Het Leven Aan van Spring.
Begin 2024 was Louis Flion de meest gestreamde partyzanger van België op Spotify. Datzelfde jaar brengt hij ook met ambiancezanger Yves Segers het nummer Skinnydippen uit en met rapper FabioW het lied Langzaufen. Solo lanceert hij het après-ski lied Bitterballen Enne Meter Bier.
In 2025 wordt Louis Flion in Duitsland opgemerkt. Samen met de Duitse partyzanger Ikke Hüftgold lanceert hij een Duitse versie van zijn hit Langzaufen. In Nederlandstalige gebied lanceert hij intussen het carnavalsnummer Da Vogelke Van Mij.

## Trivia
- In 2021 wijdde Louis Flion het allereerste zangfietspad van België in waar je bij het betreden van het pad zijn nummers kan beluisteren.
- Louis Flion stond in 2021 op nummer 1 in de EK-song Top 6 van Q-Music met zijn lied Helemaal Koekoek.
- In 2024 en 2025 staat Louis Flion op nummer 1 als meest gestreamde Belgische partyzanger.

## Discografie
- 2019 - Pief Poef Paf (L. Flion, P. Hamilton)
- 2019 - Vol Met Alcohol (L. Flion, J. De Clercq, K. S. Welberg)
- 2020 - Jodelkampioen (L. Flion, J. De Clercq, P. Hamilton)
- 2020 - Knalgele Speedo (L. Flion, J. De Clercq, B. Van Den Berghe)
- 2021 - Helemaal Koekoek (L. Flion, J. De Clercq, B. Van Den Berghe, B. Foubert)
- 2022 - Schotse Kilt (L. Flion, J. De Clercq, C. Severs, A. Van Hooff)
- 2023 - Turbulentie (Omhoog Omlaag) (L. Flion)
- 2023 - We Kunnen Het Feestje Aan (L. Flion, G. Verhulst, D. Verbiest, H. Bourlon)
- 2024 - Skinnydippen (L. Flion, J. De Clercq)
- 2024 - Bitterballen Enne Meter Bier (L. Flion, J. De Clercq)
- 2024 - Langzaufen (L. Flion / B. Claus / S. Van Thilborgh / R. De Roeck)
- 2025 - Da Vogelke Van Mij (D. De Mol / J. De Clercq)
- 2025 - Machine (L. Flion)